# Волас и Громит: Проклетство зекодлака
Волас и Громит: Проклетство зекодлака (енгл. Wallace & Gromit: The Curse of the Were-Rabbit) је стоп-моушон анимирани натприродни хумористички филм из 2005. године у продукцији компанија DreamWorks Animation и Aardman Animations. United International Pictures је дистрибуирао филм у Уједињеном Краљевству, а ово је последњи филм студија  који је -DreamWorks Pictures}- објавио у Сједињеним Државама, након чега се издвојио као независни студио док га није купио Universal Pictures 2016. године. Режирали су га Ник Парк и Стив Бокс (коме је ово био дугометражни редитељски деби) као други дугометражни филм студија Aardman, после Кокошака у бекству (2000). Филм је премијерно приказан 4. септембра 2005. у Сиднеју, пре него што је у биоскопима у Сједињеним Државама издат 7. октобра, као и у Уједињеном Краљевству недељу дана касније, 14. октобра 2005. године.
Филм је пародија на класичне филмове о чудовиштима и филмове компаније Hammer Horror, а такође је део серијала Волас и Громит, који је креирао Парк. Филм се фокусира на доброћудног, али ексцентричног проналазача Воласа, љубитеља сира, и његовог интелигентног тихог пса, Громита, у њиховом најновијем подухвату у улози агената за контролу штеточина. Они морају да спасу свој град који муче зечеви пре годишњег такмичења за џиновско поврће. Међутим, двојац се убрзо нађе против огромног зеца који једе градске усеве.
Филм садржи проширену поставу ликова у односу на претходне кратке филмове Воласа и Громита, са гласовима које, између осталих, позајмљују Рејф Фајнс и Хелена Бонам Картер. Док је студио сматрао филм разочаравајућим на благајнама у САД, био је комерцијално успешнији на међународном нивоу. Такође је добио похвале критичара и освојио бројне филмске награде, укључујући Оскара за најбољи анимирани филм, што га чини другим филмом овог студија који је освојио ту награду. Самостални наставак, Волас и Громит: Перната освета, премијерно је приказан 2024. године.

## Радња
Како се приближава годишње такмичење за џиновско поврће у Тотингтон Холу, изумитељ Волас, љубитељ сира, и његов бигл Громит баве се хуманим послом контроле штеточина, познатим као „Анти-Песто”, штитећи поврће својих суграђана од зечева. Једне вечери, након што је ухватио зечеве пронађене у башти леди Тотингтон, Волас користи два своја најновија изума, „Зец-Вак 6000” и „Умно Манипулативни-О-Матик”, како би им испрао мозгове да не једу поврће. Све иде добро док Волас случајно не подеси Зец-Вак на „УДАР”, а његов мозак се стопи са мозгом зеца, приморавајући Громита да уништи О-Матик. Чини се да је трансфер успео, јер зец не показује интересовање за поврће. Дају име зецу Хач и смештају га у кавез.
Те ноћи, џиновски „зекодлак” прождире поврће многих људи, а двојац не успева да га спречи. Током градског састанка следећег дана, ловац Виктор Квартермејн нуди да убије створење, али леди Тотингтон убеђује грађане да Анти-Песту дају другу шансу. Након што Анти-Песто неуспешно покуша да ухвати зекодлака, Волас сумња да је Хач звер и наређује Громиту да га закључа у кавез са високим обезбеђењем. Громит затим прати траг отисака стопала у Воласову спаваћу собу и унутра проналази гомилу напола поједеног поврћа, што указује да је Волас прави кривац.
Након што је прославио свој успех са леди Тотингтон, Воласа је у шуми Виктор сатерао у ћорсокак, пошто се и њему допада леди Тотингтон. Волас се под пуним месецом трансформише у зекодлака и бежи. Сада видећи савршену шансу да елиминише свог ривала, Виктор добија три златна метка од „24 карата” од градског викара, велечасног Клемента Хеџеса, да их употреби против Воласа.
На дан такмичења у поврћу, Громит открива Воласу да је експеримент заменио његову и Хачову личност; зец сада има његове људске особине и једини је који може поправити О-Матик. Леди Тотингтон посећује и обавештава Воласа о Викторовом плану; како месец излази, Волас почиње да се поново трансформише и журно приморава леди Тотингтон да оде. Виктор стиже и покушава да гађа Воласа златним мецима, али Громит помаже Воласу да побегне. Када су се решили Виктора, Громит и Хач смишљају план да спасу Воласа.
На такмичењу, након што је потрошио све своје златне метке, Виктор узима трофеј Златне шаргарепе да га искористи као муницију. Волас, носи леди Тотингтон на Тотингтон Хол и открива јој свој прави идентитет. У међувремену, Громит побеђује Викторовог пса, Филипа, у борби авиона узетих са вашара. Громит затим усмерава свој авион у Викторову линију ватре док он пуца на Воласа, узрокујући да метак погоди авион. Оштећени авион пада, а Волас скаче да зграби Громита, али пад им ублажава шатор са сиром. Громит брзо прерушава Виктора у зекодлака, због чега га Филип и грађани отерају.
Волас се враћа у своје људско обличје и чини се да је мртав, али Громит га оживљава са смрдљивим бискупским сиром, поништавајући клетву зекодлака. Леди Тотингтон додељује Громиту Златну шаргарепу за његову храброст и претвара терен Тотингтон хола у резерват природе за Хача и друге зечеве.

## Улоге
- Питер Салис као Волас, добродушни, али ексцентрични и расејани проналазач склон незгодама са великом наклоношћу према сиру, који води Анти-Песто са својим псом и најбољим пријатељом Громитом.
  - Салис такође даје глас Хачу, киднапованом зецу који постепено развија неколико Воласових особина — његов дијалог се у потпуности састоји од фраза и изјава које је претходно користио Волас — након што покушај испирања мозга пође по злу, и за кога се у почетку сматра да је зекодлак. Салисов глас је дигитално убрзан да би се створио Хачов глас.
- Громит је Воласов ћутљив, храбар и веома интелигентан пас који дубоко брине за свог господара и спасава га кад год нешто крене наопако.
- Рејф Фајнс као лорд Виктор Квартермејн, окрутни човек из више класе и поносни ловац који се удвара леди Тотингтон. Носи перику и презире Воласа и Громита.
  - Филип је Викторов злобни, али кукавички и приглупи ловачки пас који подсећа на бул-теријера. Превише се плаши да би се суочио са зекодлаком па се уместо тога сукобио са Громитом.
- Хелена Бонам Картер као леди Кампанула Тотингтон, богата аристократска уседелица са великим интересовањем за хортикултуру поврћа и „пухасте” животиње. Већ 517 година, породица Тотингтон је била домаћин годишњег такмичења у поврћу на свом имању исте ноћи. Лјди Тотингтон тражи од Воласа да је зове „Тоти” (што је британски израз за привлачне жене) и развија романтично интересовање за њега. Њено име, Кампанула, је научно име звончића, а њено презиме је преузето из ланкаширског села Тотингтон.
- Питер Кеј као Алберт Мекинтош, локални сеоски полицајац који суди на такмичењу у џиновском поврћу, мада би му било драже да се такмичење „у прављењу проблема” не догоди.
- Николас Смит као велечасни Клемент Хеџес, сујеверни градски викар и прва особа која је видела зекодлака.
- Дикен Ашворт и Лиз Смит као господин и госпођа Малч, комшије Воласа и Громита који узгајају награђиване бундеве.
- Едвард Келси као господин Гроубег, старији становник Воласовог и Громитовог кварта и један од оснивача градског савета узгајивача поврћа.
- Марк Гатис као госпођа Блајт, становница Воласовог и Громитовог суседства.
- Џералдина Макјуан као госпођица Трип, муштерија Анти-Песта. Макјуанива понавља своју улогу у кратком филму Питање хлеба или смрти.

## Продукција
У марту 2000. званично је објављено да ће Волас и Громит бити јунаци сопственог дугометражног филма. То је био следећи филм овог студија после Корњаче и зеца, који је студио касније напустио у јулу 2001. због проблема са сценаријем.
Редитељи, Ник Парк и Стив Бокс, често су филм називали првим вегетаријанским хорор филмом на свету. Питеру Салису (глас Воласа) у филму су се придружили Рејф Фајнс (као лорд Виктор Квартермејн), Хелена Бонам Картер (као леди Кампанула Тотингтон), Питер Кеј (као полицајац Мекинтош), Николас Смит (као велечасни Клемент Хеџес) и Лиз Смит (као госпођа Малч). Као што је утврђено у претходним кратким филмовима, Громит је и овде неми лик, који комуницира искључиво говором тела.
Филм је првобитно требало да се зове Волас и Громит: Велика завера са поврћем, али је наслов промењен, јер се није допао истраживању тржишта. Први објављени датум реализације Велике завере са поврћем био је новембар 2004. године. Продукција је званично почела у септембру 2003, а филм је тада био најављен за 30. септембар 2005. године. У јулу 2003, Entertainment Weekly је известио да ће се филм звати Волас и Громит: Проклетство зекодлака.
Парк је рекао у једном интервјуу да је након одвојених пробних пројекција са британском и америчком публиком, заједно са њиховом децом, филм измењен како би се „ублажили неки од британских нагласака и натерали их да говоре јасније како би америчка публика све то боље разумела”. Парку су често слате белешке из DreamWorks-а, што га ово наглашавало. Он је изјавио да је једна напомена била да Воласов аутомобил треба да буде у тренду, са чиме се није сложио јер је сматрао да то што ствари изгледају старомодно чини да изгледају иронично.
Возило које Волас вози у филму је комби Austin A35. У сарадњи са студијом у пролеће 2005. године, браћа Марк и Дејвид Арме, оснивачи Међународног регистра Austin А30/А35, креирали су реплику овог модела у промотивне сврхе. Прилагођавање је трајало 500 сати, а оригинални комби из 1964. године добио је рестаурацију целе каросерије, пре него што је био удубљен и похабан како би савршено поновио модел комбија који је коришћен у филму. Званична боја комбија је Престон зелена, названа у част родног града Ника Парка. Име су одабрали уметнички директор и Марк Арме.

## Објављивање
Филм је имао своју светску премијеру 4. септембра 2005. у Сиднеју. Биоскопско је издат у Уједињеном Краљевству, Хонгконгу и Сједињеним Државама 14. октобра 2005. године. DVD издање филма објављено је 7. фебруара 2006. (Сједињене Америчке Државе) и 20. фебруара 2006. (Уједињено Краљевство).

### Кућни медији
У Региону 2, филм је објављен у специјалном издању на два диска које укључује и неколико кратких филмова, плус низ других додатака. У Региону 1, филм је објављен на DVD формату у верзијама за широки екран и преко целог екрана и VHS формату 7. фебруара 2006. године. Walmart продавнице су имале специјалну верзију са додатним DVD-ом, „Gromit's Tail-Waggin' DVD”, који је укључивао тест снимке направљене за филм, прављење модела зекодлака, видео са упутствима о цртању Громита, као и низ кратких филмова.
Пратећа видео-игра, такође под називом Проклетство зекодлака, имала је издање које се поклапило са филмом. Издата је и новелизација, Волас и Громит: Проклетство зекодлака: Филмска новелизација коју је написала Пени Вормс.
Ово је био последњи филма студија DreamWorks Animation који је објављен на VHS-у. Поново је објављен на DVD-у 13. маја 2014, као део троструког филмског сета, заједно са филмовима Кокошке у бекству и Прошиш'о кроз шољу.
Blu-ray издање филма објавило је Universal Pictures Home Entertainment у Сједињеним Државама 4. јуна 2019. године.

## Пријем

### Зарада
Филм је издат у 3.645 биоскопа и остварио је бруто зараду за први викенд од 16 милиона долара, што га је ставило на прво место тог викенда. Током свог другог викенда дошао је на друго место, само 200.000 долара иза филма Магла. Остао је број један у свету три недеље заредом. Филм је на благајнама зарадио 192,6 милиона долара, од чега је 56,1 милион долара у Сједињеним Државама. Ово је тренутно други најуспешнији стоп-моушон анимирани филм свих времена иза Кокошака у бекству.

### Критике
На сајту Rotten Tomatoes, филм има рејтинг одобравања од 95% на основу 184 рецензије и просечну оцену од 8,1/10. Критички консензус веб странице гласи: „Проклетство зекодлака је суптилно дирљива и чудесно ексцентрична авантура са Воласом и Громитом”. На сајту Metacritic, филм је добио просечну оцену од 87 од 100, на основу 38 критичара, што указује на „универзално признање”. Публика коју је анкетирао CinemaScore дала је филму просечну оцену „Б+” на скали од А+ до Ф.
Године 2016, часопис Empire га је рангирао на 51. место на својој листи 100 најбољих британских филмова, са коментаром: „Сјајно Проклетство зекодлака препуно је идеја и енергије, заслепљујући филмске фанове лукавим референцама на Hammer хорор филмове, Невероватног Хулка, Кинг Конга и Топ ган, јурећи као пас у журби. Прича поставља чувеног ћутљивог студента Догвартса и његовог власника љубитеља сира (Салис) против подлог Виктора Квартермејна (Фајнс), притом укључујући мутирајуће зечиће, награђиване тиквице и отмену леди Тотингтон (Бонам Картер). Укратко, ово је најчудеснија енглеска анимација која постоји.”

### Награде
| Награда                                             | Категорија                                              | Номиновани                                                              | Резултат   |
| --------------------------------------------------- | ------------------------------------------------------- | ----------------------------------------------------------------------- | ---------- |
| Оскар                                               | Најбољи анимирани филм                                  | Ник Парк Стив Бокс                                                      | Освојено   |
| Награде Ени                                         | Најбољи анимирани ефекти                                | Џејсон Вен                                                              | Освојено   |
| Награде Ени                                         | Најбољи анимирани филм                                  |                                                                         | Освојено   |
| Награде Ени                                         | Најбоља анимација ликова                                | Клер Билет                                                              | Освојено   |
| Награде Ени                                         | Најбољи дизајн ликова у анимираном дугометражном филму  | Ник Парк                                                                | Освојено   |
| Награде Ени                                         | Најбоља режија у анимираном дугометражном филму         | Ник Парк Стив Бокс                                                      | Освојено   |
| Награде Ени                                         | Најбоља музика у анимираном дугометражном филму         | Џулијан Нот                                                             | Освојено   |
| Награде Ени                                         | Најбоља сценографија у анимираном дугометражном филму   | Фил Луис                                                                | Освојено   |
| Награде Ени                                         | Најбољи сторибординг у анимираном дугометражном филму   | Боб Персичети                                                           | Освојено   |
| Награде Ени                                         | Најбоља гласовна глума у анимираном дугометражном филму | Питер Салис                                                             | Освојено   |
| Награде Ени                                         | Најбољи сценарио у анимираном дугометражном филму       | Стив Бокс Ник Парк Марк Бертон Боб Бејкер                               | Освојено   |
| Награде Ени                                         | Најбоља анимација ликова                                | Џеј Грејс                                                               | Номинација |
| Награде Ени                                         | Најбоља анимација ликова                                | Кристофер Садлер                                                        | Номинација |
| Награде Ени                                         | Најбоља гласовна глума у анимираном дугометражном филму | Хелена Бонам Картер                                                     | Номинација |
| Награде Ени                                         | Најбоља гласовна глума у анимираном дугометражном филму | Рејф Фајнс                                                              | Номинација |
| Награде Ени                                         | Најбоља гласовна глума у анимираном дугометражном филму | Николас Смит                                                            | Номинација |
| Награде БАФТА                                       | Најбољи британски филм                                  | Клер Џенингс Дејвид Спрокстон Ник Парк Стив Бокс Марк Бертон Боб Бејкер | Освојено   |
| Британске награде за комедију                       | Најбољи хумористички филм                               | Ник Парк                                                                | Освојено   |
| Филмска награда по избору критичара                 | Најбољи анимирани филм                                  | Ник Парк Стив Бокс                                                      | Освојено   |
| Награде Удружења филмских критичара Далас-Форт Ворт | Најбољи анимирани филм                                  |                                                                         | Освојено   |
| Награде Емпајер                                     | Најбољи режисер                                         | Ник Парк Стив Бокс                                                      | Освојено   |
| Награде Емпајер                                     | Најбољи британски филм                                  |                                                                         | Номинација |
| Награде Емпајер                                     | Најбоља комедија                                        |                                                                         | Номинација |
| Награде Емпајер                                     | Сцена године                                            | Борба авиона                                                            | Номинација |
| Награде Круга филмских критичара Флориде            | Најбољи анимирани филм                                  |                                                                         | Освојено   |
| Награда Хуго                                        | Најбоља дугометражна драмска презентација               |                                                                         | Номинација |
| Награде Круга филмских критичара Лондона            | Британски филм године                                   |                                                                         | Номинација |
| Награде Удружења филмских критичара Лос Анђелеса    | Најбољи анимирани филм                                  |                                                                         | Освојено   |
| Награда филмских монтажера звука                    | Најбоља монтажа звука у дугометражном анимираном филму  |                                                                         | Освојено   |
| Златни парадајз                                     | Најбољи анимирани филм                                  |                                                                         | Освојено   |
| Златни парадајз                                     | Најбоље широко издање                                   |                                                                         | Освојено   |
| Онлајн награде филмских критичара Њујорка           | Најбољи анимирани филм                                  |                                                                         | Освојено   |
| Награде по избору деце                              | Омиљени анимирани филм                                  |                                                                         | Номинација |
| Онлајн награде друштва филмских критичара           | Најбољи анимирани филм                                  |                                                                         | Освојено   |
| Награда Удружења продуцената Америке                | Најбољи анимирани филм                                  | Клер Џенингс Ник Парк                                                   | Освојено   |
| Награде Сателит                                     | Најбољи анимирани филм                                  |                                                                         | Номинација |
| Награде Сатурн                                      | Најбољи анимирани филм                                  |                                                                         | Номинација |
| Награда Удружења филмских критичара Торонта         | Најбољи анимирани филм                                  | Ник Парк Стив Бокс                                                      | Освојено   |
| Награде Друштва за визуелне ефекте                  | Најбољи анимирани лик                                   | Лојд Прајс (Громит)                                                     | Освојено   |
| Награда Удружења филмских критичара Вашингтона      | Најбољи анимирани филм                                  |                                                                         | Освојено   |

## Музика
Аутор(и) свих песама: Џулијан Нот.
| №               | Назив                      | Трајање |  |
| 1.              | A Grand Day Out            | 1:54    |  |
| 2.              | Anti-Pesto to the Rescue   | 3:18    |  |
| 3.              | Bless You, Anti-Pesto      | 1:56    |  |
| 4.              | Lady Tottington and Victor | 2:03    |  |
| 5.              | Fire Up the Bun-Vac        | 1:47    |  |
| 6.              | Your Ladyship              | 1:07    |  |
| 7.              | Brainwash and Go           | 2:28    |  |
| 8.              | Harvest Offering           | 2:30    |  |
| 9.              | Arson Around               | 2:23    |  |
| 10.             | A Big Trap                 | 3:27    |  |
| 11.             | The Morning After          | 1:44    |  |
| 12.             | Transformation             | 4:05    |  |
| 13.             | Ravaged in the Night       | 1:45    |  |
| 14.             | Fluffy Lover Boy           | 4:36    |  |
| 15.             | Kiss My Artichoke          | 4:31    |  |
| 16.             | Dogfight                   | 3:39    |  |
| 17.             | Every Dog Has His Day      | 2:43    |  |
| 18.             | All Things Fluffy          | 1:07    |  |
| 19.             | Wallace and Gromit         | 1:08    |  |
| Укупно трајање: | Укупно трајање:            | 48:11   |  |

## Наставак
Након што је комерцијални неуспех филма Прошиш'о кроз шољу резултовао великим финансијским губитком за DreamWorks, 3. октобра 2006. је објављено, а 30. јануара 2007. потврђено, да је DreamWorks раскинуо своје партнерство са студијом Aardman. Откривајући губитке у вези са филмом Прошиш'о кроз шољу, DreamWorks је такође открио да су отписали 29 милиона долара и на Воласа и Громита, а филм је прошао испод очекивања упркос томе што је зарадио 192 милиона долара уз буџет од само 30 милиона долара.
Након поделе, Aardman је задржао потпуно власништво над филмом, док је DreamWorks Animation задржао права на дистрибуцију широм света на неодређено, искључујући нека телевизијска права у Уједињеном Краљевству и споредним тржиштима. Убрзо након завршетка споразума, Aardman је најавио да ће наставити са другим Волас и Громит пројектом, за који је касније откривено да ће бити кратки филм под називом Питање хлеба или смрти за BBC One.
Током продукције кратког филма, Парк је јавно говорио о потешкоћама у раду са студијом DreamWorks током продукције Проклетства зекодлака, као што су сталне белешке о продукцији и захтеви да се измени материјал како би се више допао америчкој деци. То га је годинама обесхрабривало да продуцира још један дугометражни филм, при чему је Лорд приметио да Парк преферира „формат од пола сата”. Међутим, у јануару 2022. најављен је нови дугометражни филм о Воласу и Громиту, који је под насловом Волас и Громит: Перната освета премијерно емитован 25. децембра 2024. на каналу BBC One, док је широм света објављен 3. јануара 2025. на Netflix-у. Парк се вратио као ко-редитељ, заједно са Мерлином Кросингамом. Питер Кеј је поново позајмио глас Мекинтошу, док је глас Воласу позајмио Бен Вајтхед, будући да је Питер Салис преминуо 2017. године.